# With Endless Wrath
With Endless Wrath är Torture Divisions första demo, utgiven den 10 februari 2008. Liksom all musik av Torture Division släpptes den gratis på deras webbplats.

## Låtlista
1. Ejaculation of the Wicked – 3:32
2. Bludgeoning Your Flesh Into Dust – 3:00
3. We Are Torture Division – 3:36

## Medverkande
- Lord K. Philipson (gitarr)
- Jörgen Sandström (sång)
- Tobias Gustafsson (trummor)